# Гладилин, Владимир Васильевич
Влади́мир Васи́льевич Глади́лин (26 января 1921, город Нижнеудинск — 11 декабря 2015) — заслуженный военный лётчик СССР (1970), генерал-лейтенант авиации.

## Биография
Родился 26 января 1921 года в городе Нижнеудинск Иркутской области. Закончил в 1936 году школу № 3 (ныне № 10).
В армии с 1940 года. В 1941 году окончил Иркутское военное авиационное техническое училище.
Участник Великой Отечественной войны: в декабре 1941 — апреле 1942 — механик самолёта 676-го лёгкого бомбардировочного авиационного полка. Воевал на Северо-Западном фронте. Участвовал в Демянской операции. Обеспечил около 200 боевых вылетов бомбардировщика У-2 (По-2).
В 1944 году окончил Чкаловское военное авиационное училище (город Оренбург).
В марте-мае 1945 — лётчик 951-го штурмового авиационного полка. Воевал на 3-м Украинском фронте. Участвовал в Венской операции. Совершил 15 боевых вылетов на штурмовике Ил-2.
После войны продолжал службу в ВВС. Заочно закончил Военно-воздушную академию и курсы при Военной академии Генштаба.
За время своей службы сменил 12 гарнизонов. Занимался обучением иранских летчиков, готовил экипажи.
Принимал участие в боевых действиях в Сирии (дважды), в Эфиопии (дважды), Анголе (дважды), Вьетнаме. В 1968 году принимал участие в событиях в Чехословакии.
Был первым заместителем командующего Военно-транспортной авиацией (1969—1980).
Три командировки в Афганистан. Ранен.
После лечения в госпитале в 1981 году ушёл в отставку.

## Награды и звания
- Заслуженный военный лётчик СССР (17.08.1970)
- Орден Октябрьской Революции
- 3 ордена Красного Знамени
- Орден Отечественной войны 1-й степени (11.03.1985)
- 3 ордена Красной Звезды (15.05.1945; 1955)
- 2 медали «За боевые заслуги» (5.04.1942; 1950)
- Премия Правительства Российской Федерации за значительный вклад в развитие Военно-воздушных сил (17 декабря 2012 года) — за высокие достижения в исследованиях, имеющих для Военно-воздушных сил важное теоретическое и практическое значение и используемых при организации и проведении оперативной и боевой подготовки в Военно-воздушных силах[2]

## Интересные факты
- Последние 20 лет занимался общественной работой в Московском совете ветеранов войны: возглавлял Совет ветеранов 306 ШАД, является главой Совета музея 306 ШАД школы № 1265.

Из воспоминаний Василия Фролова «Жизнь в авиации» «В Одессе жилья для семей не было. Разместились в сохранившемся в целостности гараже на школьном аэродроме. На другой день вместе с детьми пошли на строительство 4-этажного жилого дома на окраине аэродрома, который начали строить еще немецкие военнопленные. Дом уже почти был готов. Через несколько дней мы в него вселились. Нам досталась в общей трехкомнатной квартире на три семьи одна комнатка размером 11 квадратных метров. Мы были довольны. Предел мечтаний. Молодость. Одесса… Соседом по квартире был заместитель командира эскадрильи нашего полка капитан В. В. Гладилин. Вновь встретились мы с ним в 1995 году, когда Владимир Васильевич был уже в звании генерал-лейтенанта в отставке, выйдя на заслуженный отдых с должности первого заместителя командующего военно-транспортной авиацией. На его долю выпало участвовать во многих локальных войнах в 50-80-е годы, перечень которых составит не один десяток».

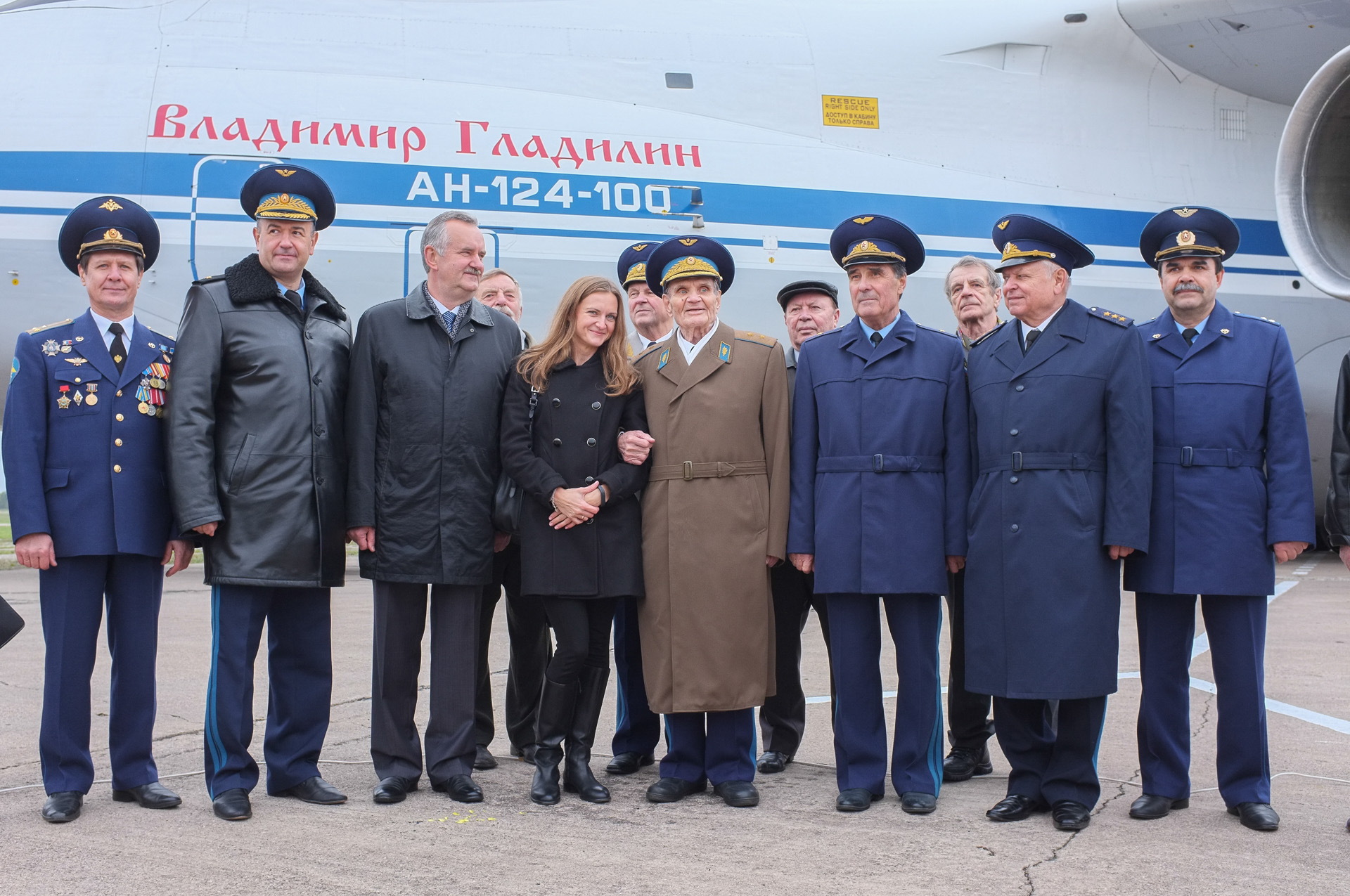
Владимир Гладилин (в центре) и Ан-124-100 бн 82032 с его именем. Второй слева — генерал-майор Владимир Бенедиктов, командующий ВТА

- В честь Владимира Гладилина назван самолёт Ан-124-100 бортовой номер 82032[3]. Этот самолёт участвовал в авиационной части парада на Красной площади 9 мая 2015 года. Также, на этом самолёте были поставлены в Сирию первые ракетные комплексы С-300.